# Secretaria Nacional dos Direitos da Criança e do Adolescente
A Secretaria Nacional dos Direitos da Criança e do Adolescente é um órgão do governo federal do Brasil responsável pela condução da política nacional de promoção, proteção e defesa dos direitos das crianças e adolescentes, vinculada à pasta dos Direitos Humanos no Governo brasileiro.
De 20 de agosto a dezembro de 2018 até o início do Governo Bolsonaro o titular do órgão foi o professor e jurista Luís Carlos Martins Alves Júnior, ex-advogado Geral da União adjunto.
Desde 13 de Setembro de 2022, a titular da Secretaria é a nutricionista, servidora do Governo do Distrito Federal, Fernanda Ramos Monteiro.

## História
Em 15 de julho de 1990, no governo Collor foi criado o Ministério da Criança, cujo titular da pasta foi Carlos Moreira Garcia.